# Abrigo del Barranco de la Casa Forestal de Tormón II
El abrigo del Barranco de la Casa Forestal de Tormón II  es un lugar arqueológico situado en Tormón, municipio de la provincia de Teruel (Comunidad Autónoma de Aragón, España).

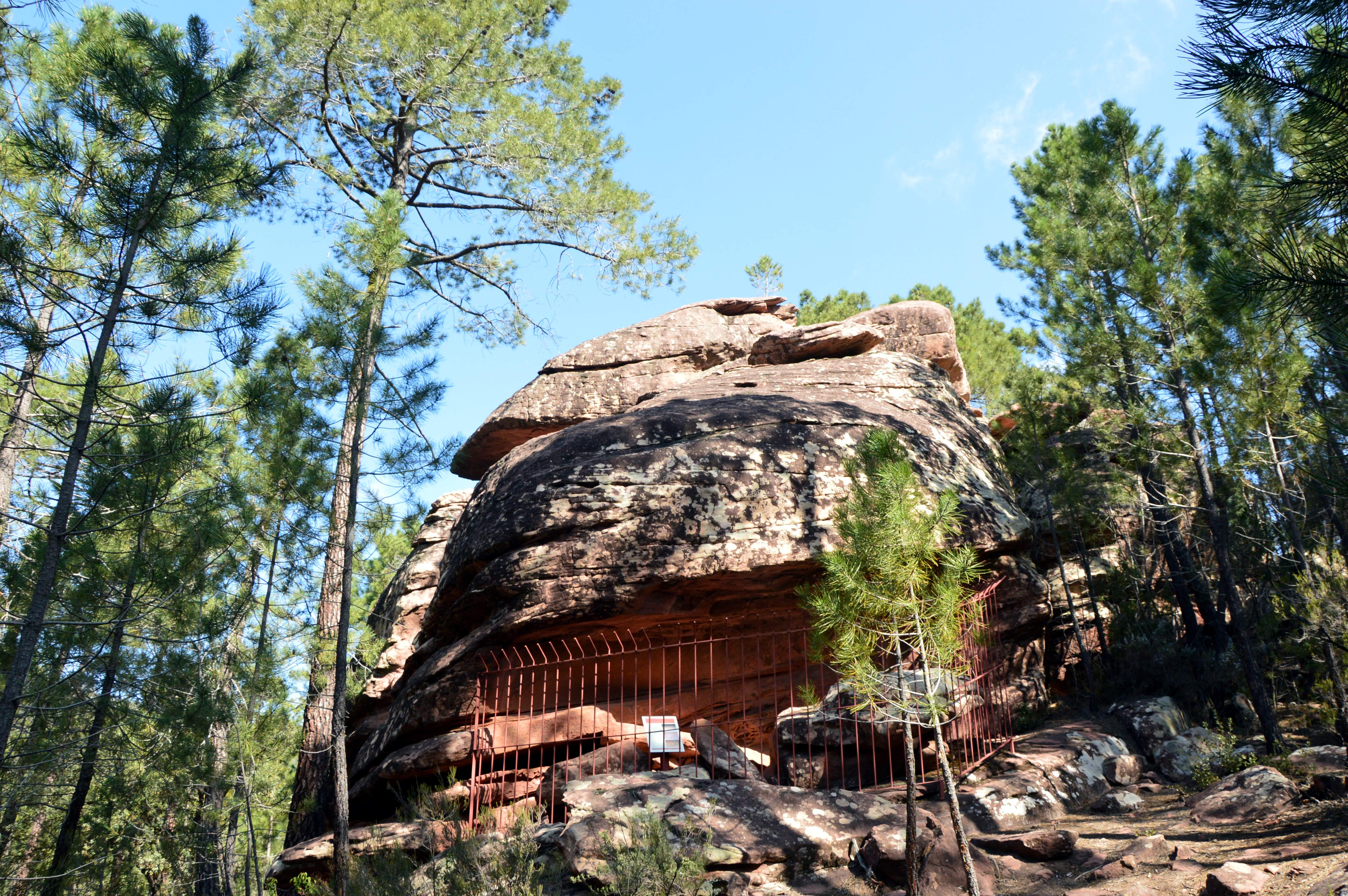
Abrigo del Barranco de la Casa de Forestal de Tormón II, Rodeno de Tormón, Parque Cultural de Albarracín (2018)

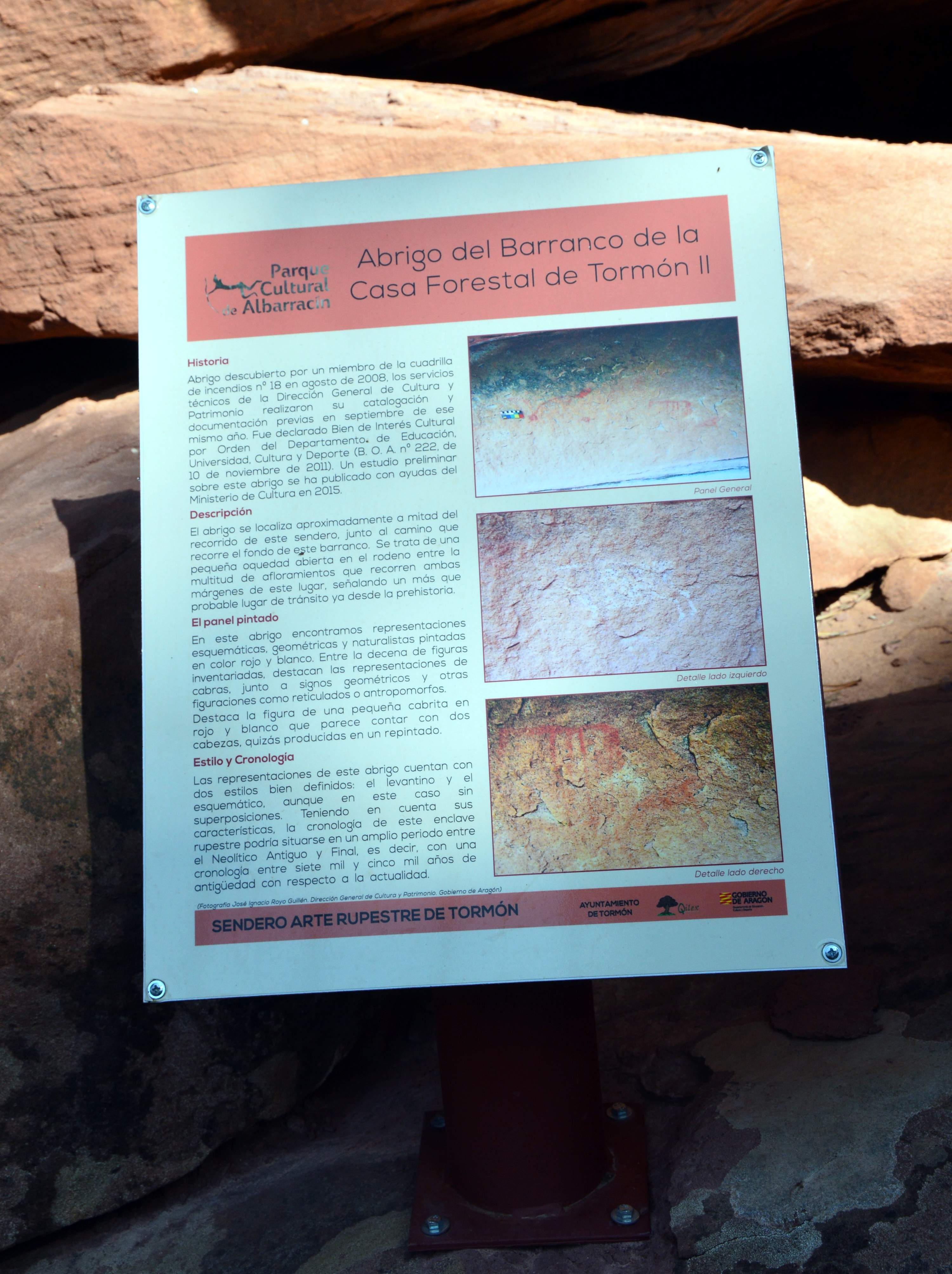
Detalle del panel informativo en el Abrigo del Barranco de la Casa de Forestal de Tormón II, Rodeno de Tormón, Parque Cultural de Albarracín (2018)

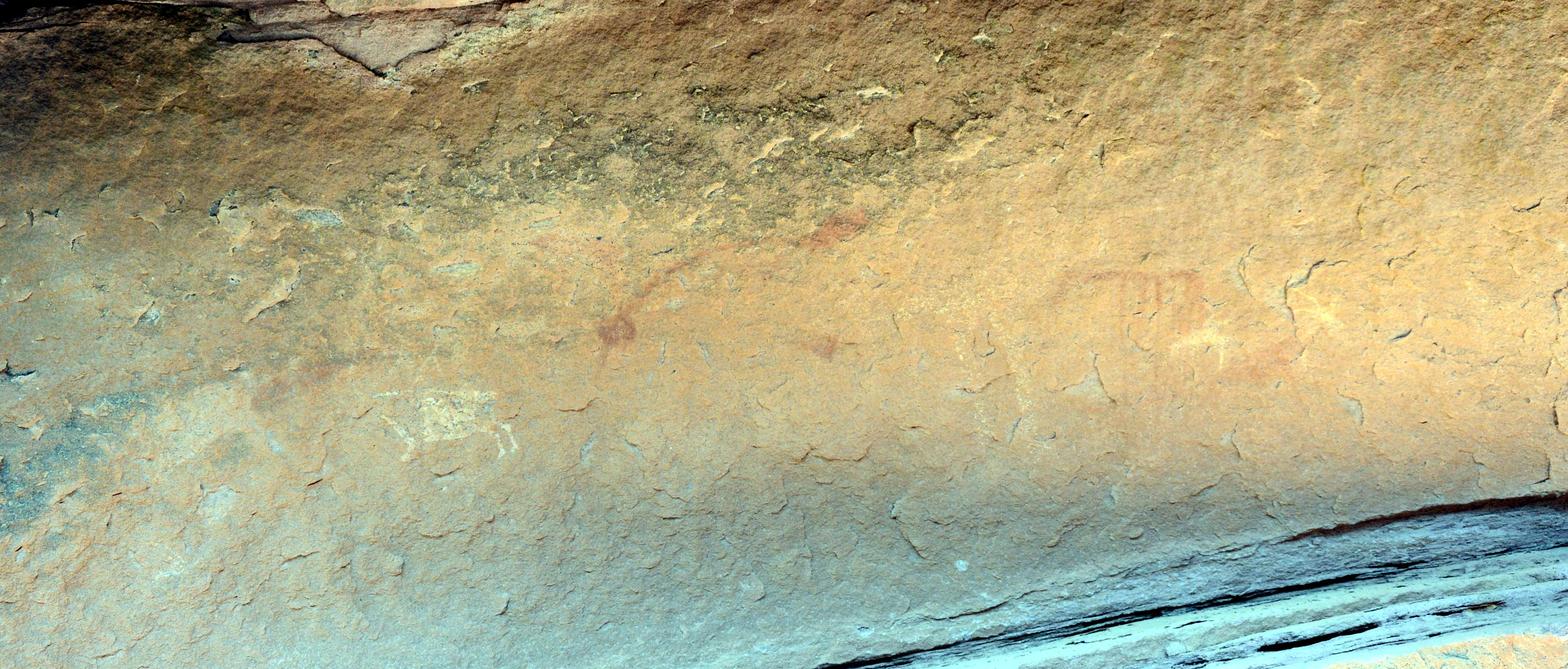
Detalle del panel decorado en el Abrigo del Barranco de la Casa de Forestal de Tormón II, Rodeno de Tormón, Parque Cultural de Albarracín (2018).

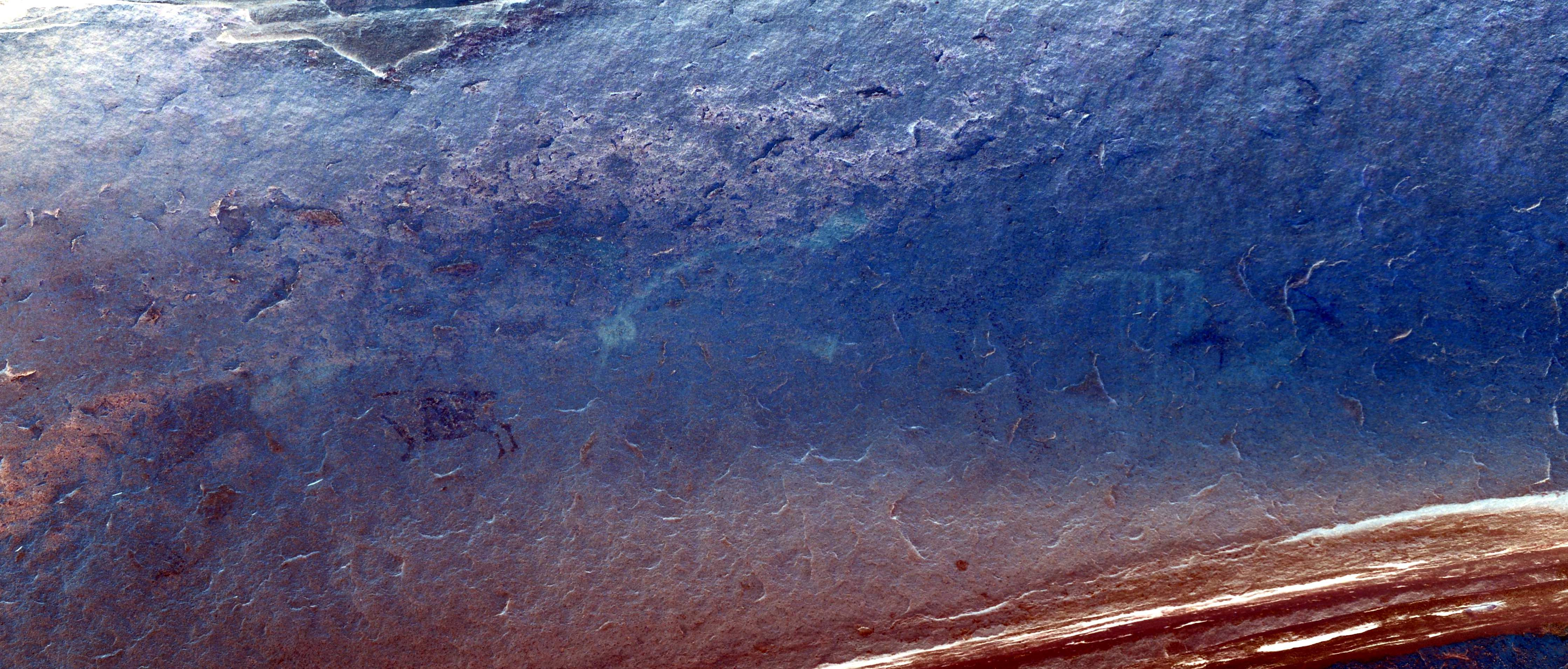
Detalle del panel decorado en el Abrigo del Barranco de la Casa de Forestal de Tormón II, Rodeno de Tormón, Parque Cultural de Albarracín [Tratamiento digital: efecto negativo] (2018)

Forma parte del conjunto de abrigos de la «Ruta de Arte Rupestre de Tormón», perteneciente a los Abrigos rupestres de Tormón del Parque Cultural de Albarracín, declarado Patrimonio de la Humanidad (1998).

## Historia
Descubierto por un miembro de la cuadrilla contra incendios n.º 18 (Ricardo Canet) -en septiembre de 2009-: los servicios técnicos de la Dirección General de Cultura y Patrimonio del Gobierno de Aragón realizaron los trabajos previos de catalogación y documentación para su declaración como Bien de Interés Cultural (BIC).
No obstante, hasta su estudio y publicación (M. Bea y J. Angás, 2015) el abrigo permaneció inédito.

## Ubicación y descripción
Situado en el tramo medio del sendero rupestre, a 1,7 kilómetros del Abrigo de la Hoya de los Navarejos V (19 minutos caminando). Propiamente, se halla en la vertiente izquierda del barranco, a unos 50 metros del sendero (1 minuto caminando), protegido por una verja metálica.
Ubicado en una covacha de tamaño medio abierta al suroeste, en el mismo afloramiento rocoso que el abrigo del Barranco de la Casa Forestal de Tormón III (conjunto todavía no visitable). El panel decorado de este abrigo se caracteriza por la abundancia de motivos representados, así como por su variedad estilística y cromática.
En este abrigo pueden verse representaciones típicamente naturalistas (levantinas), esquemáticas y geométricas pintadas en colores rojo y blanco:

«Se han documentado más de una decena de figuras, entre cabras, antropomorfos, signos geométricos o retículas. De todas ellas destaca la figurita de una cabra naturalista pintada en rojo y blanco y con dos cabezas, quizás producto de un proceso de repintado de la figura original».
 Sendero por el Arte Rupestre de Tormón. Guía didáctica, José Ignacio Royo Guillén et al

No obstante la complejidad temática y estilística, en el panel decorado se han identificado hasta 11 motivos:
Motivo 1: Restos probables de un cuadrúpedo en tonos blancuzcos, su mal estado de conservación impide más precisiones.
Motivo 2: Restos imprecisos de color rojo.
Motivo 3: Cuadrúpedo orientado a la derecha, color blanco. Representado con poca precisión: falta la cabeza (no se llegó a representar), se aprecian las patas traseras, (corvejón incluido), y una pata delantera.
Motivo 4: Mancha roja informe, sin identificar.
Motivo 5: Signo rojo de tendencia lineal y desarrollo diagonal ascendente (hacia la derecha), con detalles de interés en los extremos: mientras el izquierdo muestra engrosamiento globular con lóbulos redondeados, el derecho es de mayor anchura que el trazo central.
Motivo 6: Mancha roja informe, sin identificar.
Motivo 7: Restos no identificados: se trata de un piqueteado poco profundo en el que es muy difícil identificar una morfología concreta (podría representar las patas de un gran zoomorfo).
Motivo 8: Signo rojo de tendencia rectangular cerrada, en su interior se observan trazos verticales paralelos (algunos de ellos sobresalen por abajo de la forma rectangular).
Motivo 9: Probable cabeza de cáprido dibujada en tonos blancos, con restos del mismo color por la parte inferior, asimismo identificados como posible cabeza de cabra orientada a la izquierda (morro alargado, arranque del cuello y cornamenta en «S»).
Motivo 10: Mancha de color rojo, identificada como los restos mal conservados del cuerpo de un animal: las patas traseras se representan en los extremos del núcleo central como dos trazos lineales y finos. 
Motivo 11: Cabeza de cabra orientada a la derecha y pintada en blanco: comparte rasgos con el Motivo 9 y se halla en relación con el Motivo 10 (cuerpo del animal).
En conjunto, se trata «de una muy interesante conjunción de técnicas diferenciadas (pintura/raspado) para completar una única representación».

## Estilo
Levantino y naturalista, con representaciones esquemáticas y geométricas sin superposiciones, pintadas en rojo y blanco.

## Cronología
Por sus características, podría situarse en un amplio segmento cronológico -entre el Neolítico Antiguo y el Final-: 7.000-5.000 años antes del presente.

## Información
Para visitar los abrigos rupestres de Tormón resulta aconsejable la utilización de la publicación Sendero por el Arte Rupestre de Tormón (2017): «Guía Didáctica» editada por el Ayuntamiento de Tormón, en colaboración con la Dirección General de Cultura y Patrimonio del Gobierno de Aragón.